# Карлсон, Марвин
Марвин Карлсон (англ. Marvin Carlson, род. 1935[…]) — американский театровед, в настоящее время почётный профессор Сиднея Э. Кона в аспирантуре Городского университета Нью-Йорка, а ранее профессор Уокера-Эймса в Вашингтонском университете. Автор многочисленных сборников, его работы в основном охватывают историю театра в Европе с XVIII по XX век. 

## Избранные труды
- Performance: A Critical Introduction. Routledge, 1980 ISBN 978-0415137034
- The Haunted Stage: The Theatre as Memory Machine. University of Michigan Press, 2003 ISBN 978-0-472-08937-6
- Speaking in Tongues: Languages at Play in the Theatre. University of Michigan Press, 2009 ISBN 978-0-472-03392-8
- Shattering Hamlet's Mirror: Theatre and Reality. University of Michigan Press, 2016 ISBN 978-0-472-11985-1
- Ten Thousand Nights: Highlights from 50 Years of Theatre-Going.  University of Michigan Press, 2017 ISBN 978-0-472-13050-4